# Turčija
Repúblika Túrčija je obmorska država z ozemljem tako v Evropi kot v Aziji. Anatolski polotok med Črnim morjem in Sredozemskim morjem tvori osrčje države. Turčija na vzhodu meji na Gruzijo, Armenijo, Azerbajdžan in Iran, na jugu na Irak in Sirijo, ter na zahodu na Egejsko morje, otoke v njem, na Grčijo in Bolgarijo.

## Etimologija
Ime Turčija izhaja iz srednjeveške latinščine Turchia/Turquia in pomeni »dežela Turkov«. Turško ime Türkiye je bilo sprejeto leta 1923 pod vplivom evropske uporabe.

## Zgodovina

### Prazgodovina Anatolije in vzhodne Trakije
Anatolski polotok, ki predstavlja večino sodobne Turčije, je ena najstarejših trajno naseljenih regij na svetu. V Anatoliji so živeli različni stari anatolski prebivalci, od vsaj neolitskega obdobja do helenističnega obdobja. Veliko teh narodov je govorilo anatolske jezike, veje večje indoevropske jezikovne družine. Dejstvo je, da so nekateri učenjaki glede na starost indoevropskih hetitskih in luvijskih jezikov predlagali Anatolijo kot hipotetični center, iz katerega so se razvili indoevropski jeziki. Evropski del Turčije, imenovan Vzhodna Trakija, je bil tudi naseljen že pred štirideset tisoč leti, in je znan od neolitskega obdobja približno 6000 pr. n. št.
Göbekli Tepe je kraj najstarejše znane človeške verske strukture, tempelj iz približno 10.000 pr. n. št., medtem ko je Çatalhöyük zelo velika neolitska in halkolitska naselbina v južni Anatoliji, ki je obstajala od približno 7500 do 5700 pr. n. št. To je največje in najbolje ohranjeno neolitsko najdišče, ki je bilo do danes odkrito in je bilo julija 2012 vpisano na seznam Unescove svetovne dediščine.
Naselje Troja je nastalo v neolitski dobi in se nadaljevalo v železni dobi.
Najzgodnejši zabeleženi prebivalci Anatolije so bili Hati in Huriti, neindoevropski ljudstvi, ki sta naselili srednjo in vzhodno Anatolijo že okoli leta 2300 pr. n. št. Indoevropski Hetiti so prišli v Anatolijo in postopoma absorbirali Hatije in Hurite. 2000–1700 pr. n. št. Prvi veliki imperij na tem območju so ustanovili Hetiti, od 18. do 13. stoletja pred našim štetjem. Asirci so osvojili in naselili dele jugovzhodne Turčije že leta 1950 pr. n. št. do leta 612 pr. n. št. Urartu se je ponovno pojavil v asirskih napisih v 9. stoletju pr. n. št. kot močan severni tekmec Asirije. Po propadu hetitskega cesarstva c. 1180 pr. n. št., so v Anatolijo prišli Frigijci, dokler jim v 7. stoletju pr. n. št. niso uničili kraljestva. Od leta 714 pr. n. št. je Urartu delil isto usodo in se razdelil leta 590 pr. n. št., ko so ga osvojili Medijci. Najmočnejše izmed držav naslednic Frigije so bile Lidija, Karija in Likija.

### Antika
Od leta 1200 pr. n. št., so anatolsko obalo močno naselili eolski in jonski Grki. Ti kolonisti so ustanovili številna pomembna mesta, kot so Milet, Efez, Smirna (danes Izmir) in Bizanc (danes Carigrad), slednjega so ustanovili grški kolonisti iz Megare leta 657 pred našim štetjem. Prva država, ki so jo sosednji narodi imenovali Armenija, je bila država armenske dinastije Orontidov, ki je vključevala dele vzhodne Turčije, in se je začela v 6. stoletju pred našim štetjem. V severozahodni Turčiji so bili najpomembnejša plemenska skupina v Trakiji Odrijanci, ki jih je ustanovil Teres I.
Vso današnjo Turčijo so osvojili Ahemenidi v 6. stoletju pred našim štetjem. Grško-perzijske vojne so se začele, ko so grške mestne države na obali Anatolije leta 499 pr. n. št. zasedli Perzijci. Turško ozemlje je kasneje leta 334 pr. n. št. zasedel Aleksander Veliki, kar je privedlo do povečanja kulturne homogenosti in helenizacije območja.
Po Aleksandrovi smrti leta 323 pr. n. št. je bila Anatolija razdeljena na številna manjša helenistična kraljestva, ki so postala del Rimske republike do sredine 1. stoletja pred našim štetjem. Proces helenizacije, ki se je začel z Aleksandrom, se je pospešil pod rimsko vladavino in v zgodnjih stoletjih krščanske dobe, ko so lokalni anatolski jeziki in kultura skoraj izumrli, v veliki meri jih je nadomestil antični grški jezik in kultura. Od 1. stoletja pred našim štetjem do 3. stoletja, so se Rimljani in sosednji Parti spopadali za velike dele sodobne Turčije v pogostih rimsko-partskih vojnah.

### Zgodnje krščanstvo in bizantinsko obdobje
Antiohija (zdaj Antakija), mesto na jugu Turčije, je po Apostolskih delih (Apd 11, 26) rojstna hiša prve krščanske skupnosti.
Leta 324 je Konstantin I. zbral Bizanc za novo prestolnico rimskega cesarstva in ga preimenoval v Novi Rim. Po smrti Teodozija I. leta 395 in stalne delitve rimskega cesarstva med njegovima sinovoma, je mesto, ki se je poimenovalo Konstantinopel, postalo glavno mesto vzhodnega rimskega cesarstva. To cesarstvo, ki ga bodo kasneje zgodovinarji označili kot bizantinsko cesarstvo, je vladalo večini ozemlja današnje Turčije do poznega srednjega veka, čeprav so se vzhodne regije ohranile v trdni sasanidski roki do prve polovice 7. stoletja. Pogoste bizantinsko-sasanidske vojne so se kot del dolgoletnih rimsko-perzijskih vojn bojevale med sosednjimi tekmovalnimi Bizantinci in Sasanidi, v različnih delih današnje Turčije in so odločile velik del zgodovine od 4. do prve polovice 7. stoletja.
V mestih v današnji Turčiji so potekali številni ekumenski koncili zgodnje cerkve, vključno s prvim nicejskim koncilom (325), prvim koncilom v Konstantinoplu (381), koncilom v Efezu (431) in Kalcedonskim koncilom leta 451.

### Seldžuki in Osmansko cesarstvo
Seldžuki so bili veja Kınık oguških Turkov, ki so v 9. stoletju prebivali na obrobju muslimanskega sveta v kaganatu Jabgu konfederacije Oğuz, severno od Kaspijskega in Aralskega jezera v Kirgiški stepi v Turkestanu. V 10. stoletju so se Seldžuki začeli preseljevati iz svojih domov v Perzijo, ki je postal upravno jedro Velikega Seldžuškega imperija, potem ko ga je ustanovil Togrul beg.
V drugi polovici 11. stoletja so turški Seldžuki začeli prodirati v srednjeveško Armenijo in vzhodne regije Anatolije. Leta 1071 so v bitki pri Manzikertu premagali Bizantince in začeli turkizacijo; turški jezik in islam sta bila predstavljena v Armeniji in Anatoliji in se postopoma širila po vsej regiji. Počasen prehod iz pretežno krščanske in grško govoreče Anatolije v pretežno muslimansko in turško govoreče je bil v teku. Mevlevski red dervišev, ki ga je v 13. stoletju v Konyi ustanovil sufijski pesnik Dželaludin Rumi, je imel pomembno vlogo pri islamizaciji različnih Anatolcev, ki so bili prej že helenizirani. Tako so poleg turkizacije ozemlja kulturno perzijski Seldžuki postavili temelje turško-perzijski kulturi v Anatoliji, ki jo bodo prevzeli njihovi nasledniki, Osmani.
Leta 1243 je bila seldžuška vojska poražena od Mongolov v bitki pri Köse Dağu, kar je povzročilo, da je njihova moč počasi razpadla. Po njihovi poti se je ena izmed turških kneževin, ki jo je upravljal Osman I., v naslednjih 200 letih razvila v Osmansko cesarstvo. Leta 1453 so Osmani končali bizantinsko cesarstvo tako, da so osvojili prestolnico Konstantinopel.
Leta 1514 je sultan Selim I. (1512–1520) uspešno razširil cesarske južne in vzhodne meje s premagovanjem šaha Ismaila I. iz dinastije Safavidov v bitki pri Chaldiranu. Leta 1517 je Selim I. razširil osmansko oblast v Alžirijo in Egipt in ustvaril prisotnost vojske v Rdečem morju. Nato se je začelo tekmovanje med osmanskim in portugalskim cesarstvom za prevlado v Indijskem oceanu, s številnimi pomorskimi bitkami v Rdečem morju, Arabskem morju in Perzijskem zalivu. Portugalska prisotnost v Indijskem oceanu je bila grožnja osmanskemu monopolu na starodavnih trgovskih poteh med Vzhodno Azijo in zahodno Evropo. Kljub vse pomembnejši evropski prisotnosti je trgovina z Vzhodom do druge polovice 18. stoletja še naprej rasla.
Moč in prestiž osmanskega cesarstva sta dosegla vrhunec v 16. in 17. stoletju, zlasti v času vladavine Sulejmana Veličastnega, ki je osebno uvedel pomembne zakonske spremembe v zvezi z družbo, izobraževanjem, davki in kazenskim pravom. Imperij je bil pogosto v nasprotju s svetim rimskim cesarstvom pri nenehnem napredovanju proti Srednji Evropi prek Balkana in južnega dela poljsko-litovske skupnosti. Na morju je osmanska mornarica tekmovala s številnimi svetimi zvezami, kot so tiste leta 1538, 1571, 1684 in 1717 (sestavljene predvsem iz habsburške Španije, Republike Genove, Beneške republike, vitezov sv. Ivana, papeških držav, Velikega vojvodstva Toskane in vojvodstva Savoja), za nadzor Sredozemskega morja. Na vzhodu so bili Osmani pogosto v vojni s Safavidsko Perzijo zaradi konfliktov, ki so izhajali iz teritorialnih sporov ali verskih razlik med 16. in 18. stoletjem. Osmanske vojne s Perzijo so se nadaljevale, ko so v Iranu Safavide nasledile dinastije Zand, Afšarid in Kadžar do prve polovice 19. stoletja. Od 16. do začetka 20. stoletja se je Osmansko cesarstvo borilo v mnogih vojnah z Ruskim carstvom. Te so bile sprva namenjene osmanski teritorialni širitvi in konsolidaciji v jugovzhodni in vzhodni Evropi; vendar se je začelo že od druge polovice 18. stoletja in postalo bolj preživetje osmanskega cesarstva, ki je na severni obali Črnega morja izgubilo svoja strateška ozemlja pred napredujočimi Rusi.
Od druge polovice 18. stoletja naprej je Osmansko cesarstvo začelo upadati. Tanzimatske reforme 19. stoletja, ki jih je začel Mahmud II., so želele posodobiti osmansko državo v skladu z napredkom, ki je bil dosežen v Zahodni Evropi. Napori Midhat-paše v pozni tanzimatski dobi so vodili osmansko ustavno gibanje leta 1876, ki je uvedlo prvo ustavno dobo, vendar so se ta prizadevanja na večini področij izkazala za neustrezna in niso ustavila razpada cesarstva. Ker se je imperij postopoma zmanjševal po velikosti, vojaški moči in bogastvu, zlasti po osmanski gospodarski krizi leta 1875, ki je pripeljala do uporov v balkanskih provincah, ki so dosegli vrhunec v rusko-turški vojni 1877–1878, so preselili cesarsko središče v Anatolijo, skupaj s Čerkezi, ki so pobegnili iz ruskega osvajanja Kavkaza. Upad osmanskega cesarstva je privedel do naraščanja nacionalističnih čustev med različnimi subjekti, kar je vodilo k večjim etničnim napetostim, ki so se občasno pojavljale kot nasilje, kot je bil na primer Armenski masaker 1894–1896.
Mladoturška revolucija leta 1908 je obnovila osmansko ustavo in parlament 30 let po tem, ko jo je uvedel sultan Abdul Hamid II. leta 1878, znano kot drugo ustavno dobo, vendar pa je osmanski državni udar leta 1913 pahnil državo pod triumvirat Treh Paša, sultana Mehmed V. in Mehmed VI. pa sta v veliki meri postala simbolični figuri brez resnične politične moči.
Osmansko cesarstvo je vstopilo v prvo svetovno vojno na strani Centralnih sil in je bilo končno poraženo. Med vojno so bili armenski cesarji deportirani v Sirijo kot del armenskega genocida. Zaradi tega je bilo ubitih približno 800.000 do 1.500.000 Armencev. Turška vlada je zavrnila priznanje dogodkov kot genocida in trdi, da so se Armenci selili samo iz vzhodne vojne cone. Genocidni pohodi so bile storjene proti drugim manjšinskim skupinam cesarstva, kot so Asirci in Grki. Po premirju iz Mudrosa 30. oktobra 1918 so zmagovalne zavezniške sile poskušale razdeliti osmansko državo s pogodbo iz Sèvresa leta 1920.

### Republika Turčija
Sodobno republiko Turčijo je po vojaški zmagi nad Grki leta 1923 ustanovil Mustafa Kemal Atatürk, ki je z vrsto reform Turčijo usmeril v sodobno, sekularno in proevropsko republiko. Strah pred odmikom od te usmeritve je vodil k vrsti vojaških državnih udarov, zadnjemu leta 1980. Odtlej se je Turčija vrnila k splošnim volitvam. Od leta 1952 je Turčija članica zveze NATO, že vrsto let pa si prizadeva za članstvo v Evropski uniji. Problemi, kot so turška vpletenost v dogajanje na Cipru, kurdsko vprašanje ter vzpon islamskih političnih opcij netijo politično razpravo v Turčiji in vplivajo na njene mednarodne odnose.

## Geografija
Turčija je transkontinentalna evrazijska država. Azijska Turčija, ki vključuje 97 odstotkov države, je ločena od evropske Turčije od Bosporjem, Marmarskim morjem in Dardanelami. Evropska Turčija obsega 3 odstotke ozemlja države. Ozemlje Turčije je več kot 1.600 kilometrov dolgo in 800 kilometrov široko, približno pravokotne oblike. Leži med zemljepisno širino 35 ° in 43 ° S ter dolžino 25 ° in 45 ° V. Površina, vključno z jezeri, zaseda 783.562 kvadratnih kilometrov, od tega 755.688 kvadratnih kilometrov v Jugozahodni Aziji in 23.764 kvadratnih kilometrov v Evropi. Je 37. največja država po svetu. Na treh straneh jo obdaja morje: Egejsko morje na zahodu, Črno morje na severu in Sredozemsko morje na jugu. Turčija ima tudi Marmarsko morje na severozahodu. 
Evropski del Turčije, Vzhodna Trakija (najbolj vzhodna regija balkanskega polotoka), oblikuje meje Turčije z Grčijo in Bolgarijo. Azijski del države sestavlja večinoma polotok Anatolija, ki je sestavljen iz visoke Anatolske planote z ozkimi obalnimi ravnicami, med gorovjem Köroğlu in Pontskim gorovjem na severu ter gorovjem Taurus na jugu. Vzhodna Turčija, ki je znotraj zahodne planote armenskega višavja, ima bolj gorsko pokrajino z goro Ararat kot najvišjo točko Turčije s 5137 m in je domovina izvirov rek, kot so Evfrat, Tigris in Aras ter jezero Van, največje jezero v državi. Jugovzhodna Turčija leži na severni planoti zgornje Mezopotamije.
Turčija je razdeljena na sedem geografskih regij: Marmara, Egej, Črno morje, Osrednja Anatolija, Vzhodna Anatolija, Jugovzhodna Anatolija in Sredozemlje. Neenakomeren severni anatolski teren ob Črnem morju spominja na dolg, ozek pas. Ta regija obsega približno šestino celotne površine Turčije. Notranjost anatolske planote je bolj robustna, ko gre proti vzhodu. 
Raznolika pokrajina Turčije je rezultat kompleksnih zemeljskih procesov, ki so tisoče let oblikovali regijo in se še vedno odražajo v precej pogostih potresih in občasnih vulkanskih izbruhih. Bospor in Dardanele dolgujejo svoj obstoj prelomu, ki poteka skozi Turčijo, kar je pripeljalo do nastanka Črnega morja. Severni anatolski prelom teče severno od države od zahoda do vzhoda, po katerem so se v zgodovini zgodili veliki potresi. Najnovejši od teh velikih potresov je bil leta 1999 v İzmitu.

### Biotska raznovrstnost
Izredni ekosistem in habitatna raznolikost Turčije sta razlog veliki raznolikosti vrst. Anatolija je domovina mnogih rastlin, ki so se gojile za prehrano od začetkov kmetijstva in divji predniki številnih rastlin, ki zdaj zagotavljajo osnove za človeštvo, še vedno rastejo v Turčiji. Raznolikost turške favne je še večja kot njena flora. Število živalskih vrst v celotni Evropi je približno 60.000, v Turčiji pa več kot 80.000 (več kot 100.000 jih šteje za podvrste).
Severni anatolski iglavci in listopadni gozdovi so ekoregija, ki pokriva večino Pontskega gorovja v severni Turčiji, medtem ko mešani gozdovi Kavkaza segajo čez vzhodni konec območja. Regija je dom evroazijskih divjih živali, kot so skobec, planinski orel, kraljevi orel, mali klinkač, kavkaški divji petelin Tetrao mlokosiewiczi, rdečečeli grilček Serinus pusillus in pevka Tichodroma muraria. Ozki obalni pas med Pontskim gorovjem in Črnim morjem je dom euksinsko-kolhijskih listnatih gozdov, ki vsebujejo nekaj redkih pragozdov na svetu. Turški bor (Pinus brutia) raste večinoma v Turčiji in drugih državah vzhodnega Sredozemlja. V Anatoliji je nekaj divjih vrst tulipanov, cvet pa je bil prvič predstavljen v zahodni Evropi z vrstami, ki so jih vzeli iz Osmanskega cesarstva v 16. stoletju.
V Turčiji obstaja 40 narodnih parkov, 189 naravnih parkov, 31 območij za ohranjanje narave, 80 območij varstva divjadi in 109 naravnih spomenikov, kot so zgodovinski narodni park polotok Gallipoli, narodlni park Nemrut, narodni park antična Troja, Naravni park Ölüdeniz, narodni park polotok Dilek- delta Büyük-Menderes in Naravni park Polonezköy.
Ankara, glavno mesto Turčije, je znana po angorski mački, angorskem zajčku in angorski kozi. Druga narodna mačka Turčije je mačka Van. Narodne pasme psov so anatolski ovčar, Kangal, Malaklı in Akbaş.
Zadnja potrjena smrt anatolskega leoparda (Panthera pardus tulliana), ki je bil tesno povezan z perzijskim (kavkaškim) leopardom rojenim v zahodni regiji Anatolije, je bila 17. januarja 1974 v vasi Bağözü v okrožju Beypazarı v provinci Ankara. Perzijski leopard naj bi še vedno v zelo majhnem številu živel v severovzhodnih in jugovzhodnih regijah Turčije. Kaspijski tiger je izumrla tigrova podvrsta (tesno povezana s sibirskim tigrom), ki je živela v najbolj vzhodnih regijah Turčije do druge polovice 20. stoletja, z zadnjo potrjeno smrtjo v Uludereju, februarja 1970. Evrazijski ris in evropska divja mačka (Felis silvestris silvestris) so druge vrste, ki jih trenutno najdemo v gozdovih Turčije.

## Upravna delitev
Turčija je upravno razdeljena na 81 provinc (turško il, množina iller):
| - Adana - Adıyaman - Afyonkarahisar - Ağrı - Aksaray - Amasya - Ankara - Antalya - Ardahan - Artvin | - Aydın - Balıkesir - Bartın - Batman - Bayburt - Bilecik - Bingöl - Bitlis - Bolu - Burdur | - Bursa - Çanakkale - Çankırı - Çorum - Denizli - Diyarbakır - Düzce - Edirne - Elazığ - Erzincan | - Erzurum - Eskişehir - Gaziantep - Giresun - Gümüşhane - Hakkari - Hatay - Iğdır - Isparta - Istanbul | - İzmir - Kahramanmaraş - Karabük - Karaman - Kars - Kastamonu - Kayseri - Kilis - Kırıkkale - Kırklareli | - Kırşehir - Kocaeli - Konya - Kütahya - Malatya - Manisa - Mardin - Mersin - Muğla - Muş | - Nevşehir - Niğde - Ordu - Osmaniye - Rize - Sakarya - Samsun - Şanlıurfa - Siirt - Sinop | - Şırnak - Sivas - Tekirdağ - Tokat - Trabzon - Tunceli - Uşak - Van - Yalova - Yozgat - Zonguldak |

## Prebivalstvo
Po štetju v letu 2008 ima Turčija 71,5 milijonov prebivalcev, stopnja rasti pa 1.31 % letno. Gostota naseljenosti je 92 oseb na km². Delež mestnega prebivalstva je 75 %. Zaradi visoke rodnosti je delež mladih do vključno 14. leta visok, 26,4 %, delež prebivalstva 65 let ali starejših pa je 7,1 %, ostalo so prebivalci med 15 in 64 leti starosti. Pričakovana dolžina življenja je po oceni iz leta 2005 bila za moške 68,9 in za ženske 73,8 let.
Šolanje je obvezno v starosti od 6 do 15 let. Pismenost je 95,3 % pri moških in 79,6 % pri ženskah; skupno povprečje je 87,4 %. Nižja pismenost pri ženskah je posledica zakoreninjenih pojmovanj predvsem pri Arabcih in Kurdih, ki živijo v jugovzhodnih pokrajinah.
Po turški ustavi je Turek vsakdo, ki ima turško državljanstvo, torej ne glede na etnične razlike. Podatkov o etnični pripadnosti uradno ne zbirajo. Priznane so tri etnične manjšine (po Lausanski pogodbi): Armenci, Grki in Judje. Večina prebivalcev pripada turški etniji, sicer pa je etnična podoba pisana. V Turčiji živijo vsaj še naslednje etnične skupine: Abhazijci, Adžarijci (Gruzijci, ki so sprejeli Islam) , Albanci, Asirci, Bošnjaki, Cirkazijci, Hamšeni, Kurdi, Lazi, Pomaki, Romi in Zazijci. Kulturna skupnost so tudi Afro-Turki, ki živijo največ v zahodnih priobalnih mestih, vendar že precej pomešani z večinskimi Turki. Najti je tudi zahodno evropejske Levantince (francoskega, genoveškega in beneškega izvora) in so tam naseljeni še od srednjega veka; ob Bosporju pa tudi bosporske Nemce in carigrajske Poljake, ki so se naseljevali največ v 19. stoletju.
Med vsemi ne-turškimi narodi so najštevilnejši, a nepriznani, Kurdi. Ker niso uradno priznani nimajo nikakršnih etničnih pravic. Že omenjanje narodne manjšine je v Turčiji politično občutljivo. Turčiji pa je uradni jezik le turščina. Kljub temu oddaja državna televizija nekaj ur tedensko tudi programe v arabščini, bosanščini, cirkazijščini in kurdščini.
Turčija je uradno posvetna republika, brez državne vere. Ustava zagotavlja svobodo vere in prepričanja. Večina (99 %) prebivalcev je islamske veroizpovedi, po denominaciji pa so večinsko suniti (okoli 75 %), manjšino predstavljajo aleviti (do 25 %). Nemuslimanski prebivalci so bodisi kristjani (največ je grških pravoslavcev in pripadnikov armenske cerkve ali judov). Po anketi iz leta 2007 je tudi 3,2 % neverujočih. Eurobarometer je istega leta izmeril, da 95 % prebivalcev Turčije verjame »da je Bog«.

## Turizem
Turizem v Turčiji se v 21. stoletju skoraj vsako leto poveča in je pomemben del gospodarstva. Turško ministrstvo za kulturo in turizem trenutno promovira turški turizem pod imenom Turčija doma. Turčija je ena izmed desetih najboljših držav na svetu glede ponudbe, največ turistov pa prihaja iz Nemčije in Rusije.
Turčija ima 22 lokacij zaščitenih kot Unescova svetovna dediščina. To so:
- Mošeja Selima II. v Odrinu (Edirne), 2011
- Staro mestno jedro Safranboluja, 1994
- Zgodovinski predeli Carigrada, 1985
- Bursa in Cumalıkızık, 2014
- Arheološko najdišče Troja, 1998
- Efez, 2015
- Kulturna krajina Pergamona, 2014
- Antično mesto Hierapolis–Pamukkale, 1988
- Antični Afrodizij, 2017
- Ruševine Kaanta s svetiščem Letoon, 1988
- Neolitsko arheološko najdišče Çatalhöyük, 2012
- Ruševine mesta Hatuša, 1986
- Narodni park Göreme s skalnimi spomeniki v Kapadokiji, 1985
- Mavzolej na Nemrut Dağiju, 1987
- Velika mošeja in hospital v Divriğiju, 1985
- Arheološko najdišče Ani, 2016
- Trdnjava v Diyarbakırju in kulturna krajina vrtov Hevsel, 2015
- Göbekli Tepe, 2018
- Arslantepejski nasip, 2021
- Gordion, 2023
- Sarde in lidijski tumuli Bin Tepe, 2025
- Lesene hipostilne mošeje srednjeveške Anatolije, 2023

Ima več kulturnih znamenitosti na poskusnem seznamu Unesca, na primer arheološka najdišča ali zgodovinska mestna središča Perga, Likija, Sagalassos, Aizanoi, Zeugma, Harran, Mardin, Konya in Alanya.
V Turčiji sta dve od sedmih čudes starodavnega sveta, najstarejše versko najdišče Göbekli Tepe na svetu in številna druga svetovna čudesa.

## Kultura
Turčija ima zelo raznoliko kulturo, ki je mešanica različnih elementov turške, anatolske, osmanske (ki je bila samo nadaljevanje grško-rimske in islamske kulture) in zahodne kulture in tradicije, ki se je začela z zahodnizacijo Osmanskega cesarstva in traja še danes. Ta mešanica se je prvotno začela kot rezultat srečanja Turkov in njihove kulture s prebivalci, ki so jim bili na poti med selitvijo iz Srednje Azije na Zahod. Turška kultura je plod prizadevanja, da bi postala sodobna zahodna država, hkrati pa ohranjala tradicionalne verske in zgodovinske vrednote.

## Arhitektura
Arhitektura Seldžuških Turkov je združevala elemente in značilnosti turške arhitekture Srednje Azije s perzijsko, arabsko, armensko in bizantinsko arhitekturo. Prehod iz seldžuške arhitekture v osmansko je najbolj viden v Bursi, ki je bila glavno mesto osmanske države med letoma 1335 in 1413. Po osmanskem osvajanju Konstantinopla leta 1453 je na osmansko arhitekturo pomembno vplivala bizantinska arhitektura. Palača Topkapı v Carigradu je eden najbolj znanih primerov klasične osmanske arhitekture in je bila približno 400 let glavno prebivališče osmanskih sultanov. Mimar Sinan (c.1489–1588) je bil najpomembnejši arhitekt klasičnega obdobja v osmanski arhitekturi. Bil je glavni arhitekt najmanj 374 zgradb, ki so bile v 16. stoletju zgrajene v različnih provincah Osmanskega cesarstva.
Na turško arhitekturo so od 18. stoletja vedno bolj vplivali evropski slogi, kar lahko še posebej opazimo v carigrajskih stavbah obdobja Tanzimat, kot so palača Dolmabahçe, palača Çırağan, Feriye, palača Beylerbeyi, palača Küçüksu, Ihlamur in Yıldız, ki so jih vse zasnovali člani družine Balyan, osmanskih dvornih arhitektov. Hiše osmanske dobe (yalı) na Bosporju prav tako odražajo zlitje med klasičnimi osmanskimi in evropskimi arhitekturnimi slogi v prej omenjenem obdobju.
Prvo nacionalno arhitekturno gibanje (Birinci Ulusal Mimarlık Akımı) si je v začetku 20. stoletja prizadevalo ustvariti novo arhitekturo, ki je temeljila na motivih seldžuške in osmanske arhitekture. Gibanje je bilo označeno tudi za turška neoklasika ali nacionalna arhitekturna renesansa. Glavni arhitekti tega gibanja so bili Vedat Tek (1873–1942), Mimar Kemaleddin Bey (1870–1927), Arif Hikmet Koyunoğlu (1888–1982) in Giulio Mongeri (1873–1953). Stavbe iz tega obdobja so Glavna pošta v Carigradu (1905–1909), Apartmaji Tayyare (1919–1922), Vakıflar Genel Müdürlüğü v Carigradu (1911–1926), Državni muzej umetnosti in kiparstva (1927–1930 ), Etnografski muzej v Ankari (1925–1928), prvi sedež banke Ziraat v Ankari (1925–1929), prvi sedež banke Türkiye İş Bankası v Ankari (1926–1929), Mošeja Bebek in mošeja Kamer Hatun.
- Apartmaji Tayyare v Istanbulu
- Vakıflar Genel Müdürlüğü v Carigradu
- Stavba Ziraat Bank v Ankari
- Etnografski muzej v Ankari
- Türkiye İş Bankası v Carigradu

## Kulinarika
Turška kuhinja je v veliki meri dediščina osmanske kuhinje. V zgodnjih letih republike je bilo objavljenih nekaj raziskav o regionalnih anatolskih jedeh, vendar kuhinja v turških folklornih študijah ni bila močno predstavljena vse do 1980-ih, ko je nova turistična industrija turško državo spodbudila k sponzoriranju dveh prehranskih simpozijev. Dokumenti, predstavljeni na simpozijih, so predstavili zgodovino turške kuhinje, ki sega v čas turškega porekla v osrednji Aziji in se nadaljuje skozi seldžuško in osmansko obdobje.
Mnogi dokumenti, predstavljeni na teh prvih simpozijih, niso bili upoštevani. Pred omenjenima simpozijema je turško kulinarično kulturo prvič populariziral Süheyl Ünverjevih z objavo leta 1948, Petdeset jedi v turški zgodovini. Ta knjiga je temeljila na receptih, najdenih v osmanskem rokopisu iz 18. stoletja. Njegova druga knjiga je bila o palačni kuhinji v času vladavine Mehmeda II. Po objavi Ünverjeve knjige so bile objavljene poznejše študije, med njimi tudi študija zgodovinarja Bahaettina Ögela iz leta 1978 o srednjeazijskem izvoru turške kuhinje.
Na osmansko kuhinjo so vplivale balkanske, arabske, bizantinske, kurdske, perzijske in armenske kuhinje. Položaj države med Vzhodom in Sredozemskim morjem je Turkom pomagal do popolnega nadzora nad glavnimi trgovinskimi potmi, idealno okolje pa je omogočilo rast rastlin in živali. Turška kuhinja se je dobro uveljavila do sredine 1400-ih, začetka šeststoletnega vladanja Osmanskega cesarstva. Jogurtove solate, ribe v olivnem olju, šerbet ter polnjena in zavita zelenjava so postale turška osnovna hrana. Cesarstvo, ki je končno segalo od Avstrije do severne Afrike, je uporabljalo svoje kopenske in vodne poti za uvoz eksotičnih sestavin z vsega sveta. Konec 16. stoletja je osmanski dvor gostil več kot 1400 kuharjev in sprejel zakone, ki so urejali svežino hrane. Od padca imperija v prvi svetovni vojni (1914–1918) in ustanovitve Turške republike leta 1923 se je tuja hrana, kot so francoska in zahodna hitra hrana, znašle v sodobni turški prehrani.

## Druga literatura
- Mango, Andrew (2004). The Turks Today. Overlook. ISBN 978-1-58567-615-6.
- Pope, Hugh; Pope, Nicole (2004). Turkey Unveiled. Overlook. ISBN 978-1-58567-581-4.
- Reed, Fred A. (1999). Anatolia Junction: a Journey into Hidden Turkey. Burnaby, B.C.: Talonbooks [sic]. 320 p., ill. with b&w photos. ISBN 0-88922-426-9
- Revolinski, Kevin (2006). The Yogurt Man Cometh: Tales of an American Teacher in Turkey. Çitlembik. ISBN 978-9944-424-01-1.
- Roxburgh, David J. (ed.) (2005). Turks: A Journey of a Thousand Years, 600–1600. Royal Academy of Arts. ISBN 1-903973-56-2.
- Turkey: A Country Study (1996). Federal Research Division, Library of Congress. ISBN 0-8444-0864-6.
- Cîrlig, Carmen-Cristina (2013). Turkey's regional power aspirations (PDF). Library of the European Parliament.